# کوتوشیرونوشی
کوتوشیرونوشی (به ژاپنی: 事代主神 Kotoshironushi)، یائه کوتوشیرونوشی نو کامی یک کامی در شینتو است.
در کوجیکی، کوتوشیرونوشی پسر اوکونینوشی، خدای زمینی  ولایت ایزومو است. هنگامی که خدایان آسمانی تاکه‌میکازوشی را برای فتح ایزومو فرستادند، اونکونینوشی تصمیم در مورد مقاومت در برابر دو پسرش را به تعویق انداخت. کوتوشیرونوشی، که در زمان ورود تاکه‌میکازوچی به ماهیگیری مشغول بود، با پذیرش حکومت خدایان آسمانی موافقت کرد، نیزه خود را تسلیم کرد و ایزومو را ترک کرد. برادرش تاکه میناکاتا با تاکه‌میکازوچی جنگید و شکست خورد.
کوتوشیرونوشی خدای اصلی زیارتگاه آسوکا، یاماتو است و با خدای ابیسو مرتبط است. در افسانه‌ها، او مشاور امپراتریس جینگو در هنگام حمله به کره (کشور) بود، و یکی از هشت خدای مسئول به حفاظت از دربار امپراتوری بود. دخترش «هیمه تاتاراایسوزوهیمه» همسر امپراتور جینمو شد.